# الیاس کوستیس
الیاس کوستیس (یونانی: Ηλίας Κωστής؛ زادهٔ ۲۷ فوریهٔ ۲۰۰۳) بازیکن فوتبال اهل یونان است که در حال حاضر برای باشگاه فوتبال اتلتیکو مادرید بی بازی می‌کند.
از باشگاه‌هایی که در آن بازی کرده است می‌توان به باشگاه فوتبال اتلتیکو مادرید بی اشاره کرد.
وی همچنین در تیم‌های ملی فوتبال زیر ۱۶، ۱۷، ۱۹و زیر ۲۱ سال قبرس و زیر ۲۱ سال یونان بازی کرده است.